# Suzi Pilet
Suzi Pilet, née le 18 avril 1916 à la Tour-de-Peilz et morte le 22 janvier 2017, est une photographe suisse.

## Biographie
Suzi Pilet naît le 18 avril 1916 à la Tour-de-Peilz, dans le canton de Vaud. Son père travaille dans le secteur des cigarettes à Vevey. 
Elle choisit le métier de photographe par hasard. Elle fait son apprentissage à Vevey. 
Elle gagne sa vie avec une activité indépendante de portraitiste d'enfants. Elle ouvre en 1949 un studio à l'avenue du Théâtre, puis neuf ans plus tard un atelier-magasin à la rue Grand-Saint-Jean à Lausanne,, où elle fait des portraits, expose ses œuvres et rencontre des amis issus des milieux artistiques. Elle entretient une relation proche avec un groupe de personnalités du monde littéraire et artistique ; elle rencontre Corinna Bille, Maurice Chappaz et Grisélidis Réal. Elle crée avec eux le groupe « la chevalerie errante » dont les membres se réunissent dans le bois de Finges dans le Valais. On retrouve d'ailleurs dans son œuvre leur influence littéraire. 

## Œuvre
Suzy Pilet ne sépare jamais de son Rolleiflex et travaille toujours en noir et blanc au format 6x6. 
Son travail se base sur une recherche poétique proche du surréalisme et elle s'intéresse à la nature. Elle photographie le Rhône et les étangs dans le bois de Finges. Elle voyage en Roumanie, en Espagne et en France. Lors de ses voyages, elle photographie les paysages. Elle travaille avec le collage, la surimpression et la surexposition pour créer des images. 
En contradiction avec cette approche symbolique et en rapport avec un courant humaniste de la photographie, elle photographie les « marginalisés » de la société, une travailleuse du sexe de Genève, un détenu de la Prison de la santé ou encore le quotidien des populations roms.
Elle entretient des collaborations étroites avec d’autres artistes, comme avec son compagnon, Alexis Peiry, avec lequel elle crée Les Histoires d’Amadou, qui connaissent un grand succès en Suisse romande dans les années 1960 et 1970. Elles mettent en scène une poupée de laine et de bois dans des décors naturels. C'est une méthode novatrice dans le monde de l'édition. Alexis Peiry l'a aussi beaucoup assistée dans son travail notamment pour l'éclairage.
Elle ferme son atelier du Grand-Saint-Jean en 2009.

## Mort, hommage et postérité
Suzi Pilet meurt le 22 janvier 2017.
Un fonds d'archive photographique Suzi Pilet est créé à Photo Élysée en 2009, ainsi qu'un fonds littéraire Suzi Pilet et Amadou au Centre des littératures en Suisse romande en 2010,. 
Photo Elysée lui rend hommage en 2016 à l'occasion de son centenaire et Amadou, marchand d'escargot est republié également.

## Publications
- Corinna Bille et Suzi Pillet, Finges, forêt du Rhône, Lausanne, Éditions du Grand-Pont, 1975, 117 p. (OCLC 2426184).
- En forme de véronique: Faena, E. Vernay, 1983 (lire en ligne).
- Suzi Pilet (avec des textes de Charles-Henri Favrod), Prises de vie - y sueños, Vevey, L'Aire, 1996, 125 p. (ISBN 2881084249)[20]
- Le fleuve un jour, Slatkine, 1997 (ISBN 2-05-101579-1 et 978-2-05-101579-0, OCLC 41002944).
- Puerta del sol : credo, 2012 (ISBN 978-2-88474-647-2 et 2-88474-647-1, OCLC 999423604).

### SérieLes Histoires d’Amadouavec Alexis Peiry
- Alexis Peiry, L'Opinel: 2e édition. Photos de Suzi Pilet, Desclée, de Brouwer, 1952 (lire en ligne).
- Suzi Pilet, La bâche : Amadou acrobate, vol. 3, La Joie de lire, dl 2013 (ISBN 978-2-88908-182-0 et 2-88908-182-6, OCLC 989669726).
- Suzi Pilet, Le radeau, vol. 2, La Joie de lire, dl 2013 (ISBN 978-2-88908-181-3 et 2-88908-181-8, OCLC 981939443).
- Suzi Pilet, Amadou marchand d'escargots, La Joie de lire, 2016 (ISBN 978-2-88908-343-5 et 2-88908-343-8, OCLC 981939477).